# ジョシュ・レイビン
ジョシュア・ジョゼフ・レイビン（Joshua Joseph Ravin, 1988年1月21日 - ）は、アメリカ合衆国カリフォルニア州ロサンゼルスのウェスト・ヒルズ地区出身のプロ野球選手（投手）。右投右打。愛称はキュアーボ（Cuervo）。

## 経歴

### プロ入り前
チャッツワース高等学校時代は、チームメイトにマイク・ムスタカスとマット・ドミンゲスがいた。

### プロ入りとレッズ傘下時代
2006年のMLBドラフト5巡目（全体144位）でシンシナティ・レッズから指名され、プロ入り。契約後、傘下のルーキー級ガルフ・コーストリーグ・レッズでプロデビュー。パイオニアリーグのルーキー級ビリングス・マスタングスでもプレーし、2球団合計で11試合（先発10試合）に登板して0勝1敗・防御率3.96・40奪三振の成績を残した。
2007年はルーキー級ビリングスでプレーし、13試合に先発登板して1勝5敗・防御率8.55・39奪三振の成績を残した。
2008年はルーキー級ビリングスとA級デイトン・ドラゴンズでプレーし、2球団合計で18試合（先発15試合）に登板して2勝9敗・防御率7.77・59奪三振の成績を残した。
2009年はA級デイトンでプレーし、15試合に先発登板して3勝8敗・防御率3.67・66奪三振の成績を残した。
2010年はルーキー級アリゾナリーグ・レッズ、A級デイトン、A+級リンチバーグ・ヒルキャッツでプレーし、3球団合計で19試合に先発登板して5勝7敗・防御率3.89・75奪三振の成績を残した。
2011年はA+級ベーカーズフィールド・ブレイズとAA級カロライナ・マドキャッツでプレーし、2球団合計で25試合に先発登板して2勝10敗・防御率5.17・114奪三振の成績を残した。
2012年はA+級ベーカーズフィールドとAA級ペンサコーラ・ブルーワフーズでプレーし、2球団合計で23試合に登板して1勝3敗・防御率5.33・26奪三振の成績を残した。オフにはアリゾナ・フォールリーグに参加し、ピオリア・ハベリーナズに所属した。オフの11月20日にルール・ファイブ・ドラフトでの流出を防ぐために40人枠入りした。
2013年はAA級ペンサコーラとAAA級ルイビル・バッツでプレーし、2球団合計で48試合に登板して1勝3敗・防御率5.82・48奪三振の成績を残した。マイナーリーグ全日程終了後の9月16日にDFAとなった。

### ドジャース時代
2013年9月19日にウェイバー公示を経てミルウォーキー・ブルワーズへ移籍した。10月23日に40人枠外となり、11月4日にFAとなった。その後、12月にロサンゼルス・ドジャースとマイナー契約を結んだ。
2014年は傘下のAA級チャタヌーガ・ルックアウツとAAA級アルバカーキ・アイソトープスでプレーし、2球団合計で23試合に登板して2勝1敗6セーブ・防御率3.65・25奪三振の成績を残した。
2015年は開幕からAAA級オクラホマシティ・ドジャースでプレーし、6月2日にメジャー契約を結んでアクティブ・ロースター入りした。同日のコロラド・ロッキーズ戦でメジャーデビュー。この年メジャーでは9試合に登板して2勝1敗・防御率6.75・12奪三振の成績を残した。
2016年は2月29日に交通事故に遭い、左腕骨折の重傷を負って緊急手術を受けた。そのため、開幕から故障者リストで過ごした。5月2日には薬物検査で陽性反応を示した事が判明し、80試合の出場停止処分を受けた。処分の明けた8月8日にメジャーへ復帰した。この年は10試合に登板して防御率0.93・13奪三振の成績を残した。
2017年は14試合に登板して0勝1敗1セーブ・防御率6.48・19奪三振の成績を残した。

### ブレーブス時代
2017年11月20日に金銭トレードでアトランタ・ブレーブスへ移籍した。
2018年3月5日に40人枠から外れる形で傘下のAAA級グウィネット・ストライパーズへ配属された。3月31日にメジャー契約を結び、アクティブ・ロースター入りした。4月21日にDFAとなり、25日に再び40人枠から外れる形でAAA級グウィネットへ配属された。結局、この年メジャーでは、2試合の登板にとどまった。

### ロッテ時代
2019年1月7日に千葉ロッテマリーンズが獲得を発表。
2019年は怪我の影響で出遅れ、NPB初登板は6月2日の対埼玉西武戦だった。この試合は1回を無失点に抑える好投を見せた。しかし、続く6月4日対阪神戦では9回から登板するもジェフリー・マルテに初被弾を献上、続く梅野隆太郎を四球で歩かせ二盗に三盗を許した直後、その日大腸がんの手術から一軍復帰したばかりの原口文仁にタイムリー2塁打を浴びた。さらにこの後、近本光司にもタイムリーを浴び、計8人の打者に3四死球、被安打3で5失点と散々な内容に終わった。チームも3-11で大敗を喫している。結局この試合を最後に一軍で登板することなく、シーズン終了を前に9月に帰国した。オフの11月30日に球団からブランドン・マン、マイク・ボルシンガー、ケニス・バルガスと共に契約不更新通告を受け、退団が決まった。

### 独立リーグ時代
2021年5月4日、この年から独立リーグのアトランティックリーグに参入するレキシントン・レジェンズと契約したことが発表された。

## 投球スタイル
平均で150km/h、最速で150km/h台後半を記録するフォーシームのほか、シンキング・ファストボール、スライダーを中心に投げる。

## 詳細情報

### 年度別投手成績
| 年 度    | 球 団    | 登 板 | 先 発 | 完 投 | 完 封 | 無 四 球 | 勝 利 | 敗 戦 | セ 丨 ブ | ホ 丨 ル ド | 勝 率 | 打 者 | 投 球 回 | 被 安 打 | 被 本 塁 打 | 与 四 球 | 敬 遠 | 与 死 球 | 奪 三 振 | 暴 投 | ボ 丨 ク | 失 点 | 自 責 点 | 防 御 率 | W H I P |
| -------- | -------- | ----- | ----- | ----- | ----- | -------- | ----- | ----- | -------- | ----------- | ----- | ----- | -------- | -------- | ----------- | -------- | ----- | -------- | -------- | ----- | -------- | ----- | -------- | -------- | ------- |
| 2015     | LAD      | 9     | 0     | 0     | 0     | 0        | 2     | 1     | 0        | 0           | .667  | 47    | 9.1      | 13       | 3           | 4        | 0     | 1        | 12       | 1     | 0        | 7     | 7        | 6.75     | 1.82    |
| 2016     | LAD      | 10    | 0     | 0     | 0     | 0        | 0     | 0     | 0        | 0           | ----  | 35    | 9.2      | 2        | 1           | 4        | 0     | 0        | 13       | 2     | 0        | 1     | 1        | 0.93     | 0.62    |
| 2017     | LAD      | 14    | 0     | 0     | 0     | 0        | 0     | 1     | 1        | 1           | .000  | 71    | 16.2     | 12       | 4           | 9        | 1     | 1        | 19       | 0     | 0        | 12    | 12       | 6.48     | 1.26    |
| 2018     | ATL      | 2     | 0     | 0     | 0     | 0        | 0     | 1     | 0        | 0           | .000  | 14    | 3.0      | 2        | 0           | 2        | 0     | 1        | 1        | 0     | 0        | 2     | 2        | 6.00     | 1.33    |
| 2019     | ロッテ   | 2     | 0     | 0     | 0     | 0        | 0     | 0     | 0        | 0           | ----  | 12    | 1.2      | 3        | 1           | 3        | 0     | 1        | 1        | 0     | 0        | 5     | 5        | 27.00    | 3.60    |
| MLB：3年 | MLB：3年 | 35    | 0     | 0     | 0     | 0        | 2     | 3     | 1        | 1           | .400  | 167   | 38.2     | 29       | 8           | 19       | 1     | 3        | 45       | 3     | 0        | 22    | 22       | 5.12     | 1.24    |
| NPB：1年 | NPB：1年 | 2     | 0     | 0     | 0     | 0        | 0     | 0     | 0        | 0           | ----  | 12    | 1.2      | 3        | 1           | 3        | 0     | 1        | 1        | 0     | 0        | 5     | 5        | 27.00    | 3.60    |

- 2019年度シーズン終了時

### NPB記録
- 初登板：2019年6月2日、対埼玉西武ライオンズ11回戦（ZOZOマリンスタジアム）、9回表に3番手で救援登板、1回無失点・完了
- 初奪三振：2019年6月4日、対阪神タイガース1回戦（ZOZOマリンスタジアム）、9回表に髙山俊から空振り三振

### 背番号
- 71（2015年 - 2018年）
- 00（2019年）